# Tây Âu
Tây Âu là một khái niệm chính trị – xã hội xuất hiện trong thời kỳ Chiến tranh Lạnh để chỉ khu vực của châu Âu, nằm kề các nước thuộc khối Warszawa và Nam Tư về phía tây. Đây là hệ thống chính trị và kinh tế đối lập với Đông Âu, vốn là khu vực chịu ảnh hưởng của Liên Xô từ sau Chiến tranh thế giới thứ hai. Thuật ngữ này được dùng khi đề cập đến yếu tố kinh tế, chính trị, lịch sử hơn là nói về sự phân cách đất đai cụ thể. Các quốc gia trung lập được xác định theo bản chất bộ máy chính trị.
Ranh giới văn hóa và tôn giáo giữa Tây Âu và Đông Âu xen phủ lẫn nhau, không đơn giản phân định một cách chính xác bởi những biến động lịch sử.

## Các quốc gia Tây Âu
Tên gọi Tây Âu thường gắn liền với chế độ dân chủ tự do, chủ nghĩa tư bản và cũng đi đôi với khái niệm Liên minh châu Âu. Phần lớn các quốc gia trong vùng này có cùng văn hóa phương Tây, và nhiều ràng buộc, gắn bó chính trị, kinh tế và lịch sử với các nước Bắc Mỹ, Nam Mỹ và châu Đại Dương (xem thêm thế giới phương Tây). Nói tổng quát, khu vực này gồm các nước châu Âu có thu nhập đầu người cao, đó cũng là các nước thuộc Thế giới thứ nhất ở châu Âu:

Ranh giới Đông-Tây Âu được hình thành trong Chiến tranh Lạnh
Khối Tây Âu - các nước thành viên NATO
Khối Đông Âu - Hiệp ước Warszawa và SEV
Các nước trung lập

- Andorra
- Áo
- Bỉ
- Hà Lan
- Pháp
- Đức
- Hy Lạp
- Ireland
- Ý
- Liechtenstein
- Monaco
- Bồ Đào Nha
- Na Uy
- Phần Lan
- Thụy Điển
- Iceland
- Tây Ban Nha
- Thổ Nhĩ Kỳ
- Thụy Sĩ
- Anh Quốc

| Bắc Âu Tây Âu | Đông Âu Nam Âu |

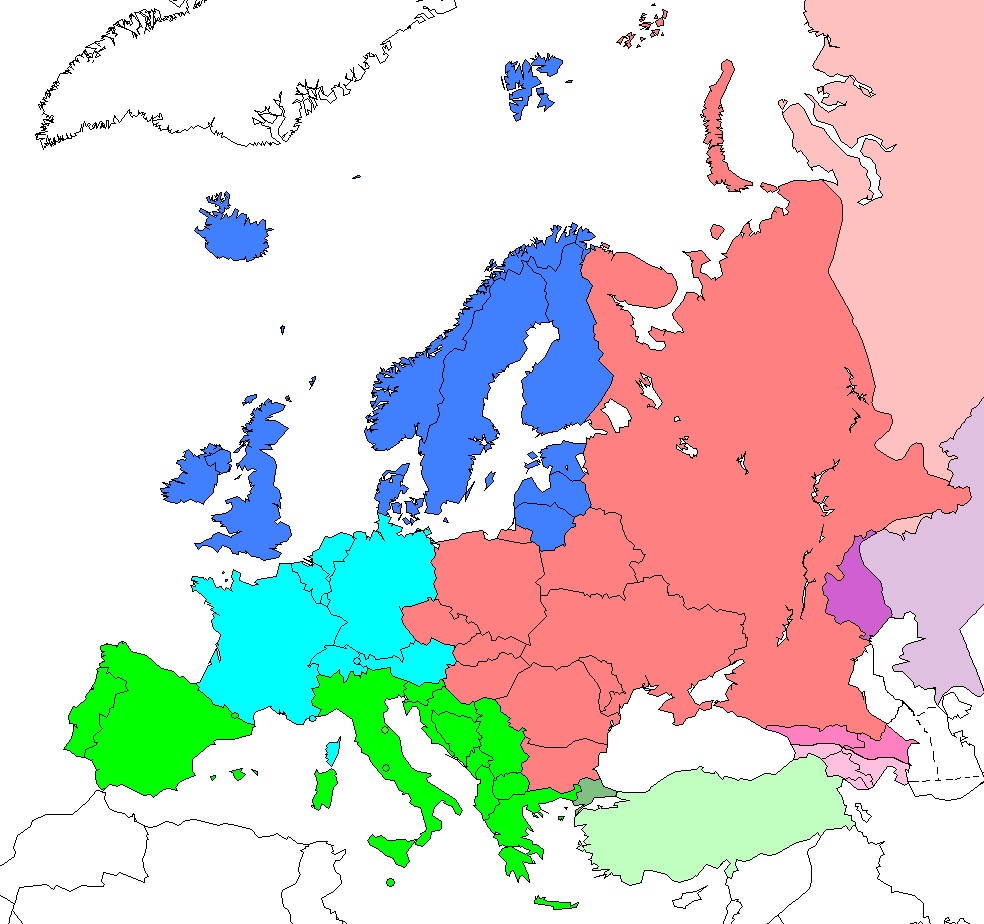
Các vùng châu Âu theo các phân chia của Liên Hợp Quốc:

Nói theo cách khác, Tây Âu là một khu vực của châu Âu với định nghĩa cụ thể về địa lý không chặt chẽ, tuy vậy yếu tố khác biệt với Đông Âu về chính trị và văn hóa là rõ ràng hơn. Định nghĩa của Liên Hợp Quốc xác định Tây Âu gồm 9 quốc gia:
- Áo
- Bỉ
- Pháp
- Đức
- Liechtenstein
- Luxembourg
- Monaco
- Hà Lan
- Thụy Sĩ

## Những sự khác biệt từ thời Trung cổ
Sự chia cắt đông-tây ở châu Âu bắt nguồn từ lịch sử Đế chế La Mã. Bởi phạm vi Đế chế trải rộng, sự khác biệt về văn hoá và ngôn ngữ xuất hiện chủ yếu giữa các tỉnh phía đông nói tiếng Hy Lạp, những tỉnh này đã đạt đến sự đô thị hoá khá cao của nền văn minh Hy Lạp. Ngược lại các lãnh địa phía tây sử dụng ngôn ngữ La-tinh. Sự cách biệt về văn hoá và ngôn ngữ này lại càng được đào sâu bởi chế độ chính trị đông-tây của Đế chế La Mã về sau này.
Sự dị biệt giữa hai nửa đông-tây được củng cố trong thời Trung Cổ bởi một số sự kiện. Đế chế Tây La Mã sụp đổ đã khởi đầu cho thời Trung Cổ. Trái lại, Đế chế Đông La Mã, được biết đến với cái tên Đế chế Byzantine, đã tồn tại và phát triển thêm 1.000 năm. Đế chế Frankish trỗi dậy ở phía tây và đặc biệt là Schism Vĩ đại đã chính thức chia rẽ nhánh Thiên chúa phía đông với phía tây, làm trầm trọng thêm dự cách biệt về văn hoá và tôn giáo giữa Đông Âu và Tây Âu.
Sự chinh phục Đế chế Byzantine – trung tâm của nhà thờ Cơ đốc Chính thống bởi Đế quốc Hồi giáo Ottoman ở thế kỷ 15 và sự phân mảnh dần dần của Đế quốc La Mã thần thánh (trước đó là Đế chế Frankish) đã dẫn đến sự thay đổi tầm quan trọng trong khái niệm xung khắc Công giáo La Mã hoặc Tin lành với Nhà thờ Cơ đốc chính thống ở Châu Âu.
Các sự kiện Phục Hưng, Cải cách Kháng Cách của Martin Luther và chống Kháng cách của Giáo hội Công giáo, thế kỷ ánh sáng, Cách mạng Pháp và Cách mạng Công nghiệp được coi là những trải nghiệm hình thành nền văn hoá và đặc trưng của Tây Âu. Tất cả những sự kiện lịch sử và phát triển văn hoá này đều mang đến ảnh hưởng tới khái niệm Tây Âu.

## Chiến tranh lạnh
Trong giai đoạn cuối của Chiến tranh thế giới thứ hai, tương lai của châu Âu được định đoạt tại Hội nghị Yalta năm 1945 bởi các nguyên thủ quốc gia khối Đồng Minh gồm Thủ tướng nước Anh Winston Churchill, Tổng thống Hoa Kỳ Franklin Delano Roosevelt và thủ tướng Liên Xô Joseph Stalin
Châu Âu thời hậu chiến sẽ bị chia cắt thành hai nửa: phía tây chủ yểu bị chi phối bởi Hoa Kỳ và phía đông với sự kiểm soát của Liên Xô. Cùng với sự khởi đầu của Chiến tranh lạnh, châu Âu bị ngăn đôi bởi Bức màn sắt.
Thuật ngữ Bức màn sắt đã được sử dụng trong thời gian Chiến tranh thế giới thứ hai bởi Bộ trưởng tuyên truyền Đức Joseph Goebbels và sau đó là Bá tước Lutz Schewerin von Krosik trong những ngày cuối cùng của cuộc chiến, nhưng người sử dụng nó nhiều nhất là Winston Churchill, ông viết trong bài diễn văn nổi tiếng "Những rường cột của Hoà bình" (Sinews of Peace) ngày 5 tháng 3 năm 1946 tại trường Westminston, Fulton, bang Missouri:
| “ | Từ Stettin bên bờ biển Baltic cho đến Trieste của biển Adriatic, một bức màn sắt đã được dựng lên giữa lục địa. Nằm sau làn ranh này là nhưng thủ đô của các quốc gia Trung và Đông Âu: Warsaw, Berlin, Praha, Viên, Budapest và Sofia; toàn bộ các thành phố này và dân chúng ở đó nằm trong cái mà tôi phải gọi là phạm vi ảnh hưởng của Xô-viết, và họ phải tuân thủ, dù ở hình thức này hay dạng khác, không chỉ sự chi phối của Liên Xô, mà trong nhiều trường hợp và ở mức độ rất cao, sự kiểm soát ngày càng gắt gao từ Mát-xcơ-va. | ” |

Mặc dầu một số quốc gia là trung lập, nhưng họ được xếp loại ở Đông hay Tây Âu dựa vào bản chất hệ thống kinh tế và chính trị. Sự chia cắt này quy định nhận thức và hiểu biết của Tây Âu và những biên giới của nó với Đông Âu cho đến ngày nay.

## Những thay đổi về mặt chính trị gần đây
Thế giới đã thay đổi sâu sắc kể từ khi Bức màn sắt (một khái niệm chỉ sự phân cách khu vực ảnh hưởng bởi Liên Xô và khu vực chịu ảnh hưởng bởi Hoa Kỳ) sụp đổ năm 1989. Cộng hòa Dân chủ Đức sáp nhập vào Cộng hòa Liên bang Đức trong hòa bình. Khối Warszawa và Hội đồng Tương trợ Kinh tế giải thể và Liên bang Cộng hoà Xã hội chủ nghĩa Xô viết chấm dứt sự tồn tại sau 74 năm, các quốc gia thành viên dần tách ra trở thành độc lập.
Mặc dù thuật ngữ Tây Âu được định nghĩa từ trong Chiến tranh Lạnh, nó vẫn được sử dụng cho dù sự đối đầu này đã chấm dứt hơn 15 năm. Từ ngữ này được sử dụng phổ biến trên các phương tiện thông tin đại chúng và đời sống hàng ngày ở châu Âu và mọi nơi khác.
Cùng với quá trình đông tiến mạnh mẽ và nhanh chóng của Liên minh châu Âu, Tây Âu ngày càng trở nên ít tính tượng trưng cho liên minh kinh tế – chính trị – tiền tệ này.

## Cơ quan lập pháp
Cơ quan lập pháp của các quốc gia Tây Âu hầu hết được tổ chức theo kiểu lưỡng viện, ngoại trừ Luxembourg, Liechtenstein và Monaco được tổ chức theo hệ thống đơn viện. Trong đó Quốc hội Pháp là cơ quan lập pháp có nhiều đại biểu nhất, với 925 nghị sĩ (348 ở thượng viện và 577 ở hạ viện), trong đó quốc hội của Monaco có ít thành viên nhất, chỉ với 24 đại diện.

Tây Âu

| STT | Quốc gia      | Tổng số ghế | Thượng viện     | Hạ viện         |
| --- | ------------- | ----------- | --------------- | --------------- |
| 1   | Pháp          | 925 ghế     | 348 ghế         | 577 ghế         |
| 2   | Đức           | 689 ghế     | 69 ghế          | 620 ghế         |
| 3   | Hà Lan        | 225 ghế     | 75 ghế          | 150 ghế         |
| 4   | Bỉ            | 221 ghế     | 71 ghế          | 150 ghế         |
| 5   | Áo            | 245 ghế     | 62 ghế          | 183 ghế         |
| 6   | Thụy Sĩ       | 246 ghế     | 46 ghế          | 200 ghế         |
| 7   | Luxembourg    | 60 ghế      | Không chia viện | Không chia viện |
| 8   | Liechtenstein | 25 ghế      | Không chia viện | Không chia viện |
| 9   | Monaco        | 24 ghế      | Không chia viện | Không chia viện |

## Cách hiểu ngày nay
Hiện nay, Tây Âu được hiểu là bao gồm
- Cộng hòa Ireland
- Vương quốc Anh (Anh, xứ Wales, Scotland và Bắc Ireland)
- Các nước khối Benelux gồm Bỉ, Luxembourg và Hà Lan
- Pháp và Monaco
- Đức
- Các nước nằm dọc theo dãy núi Alps: Áo, Liechtenstein và Thụy Sĩ